# Marmota de l'illa de Vancouver
La marmota de l'illa de Vancouver (Marmota vancouverensis) és una espècie de mamífer rosegador de la família dels esciúrids. És endèmica de l'illa de Vancouver (Canadà), on viu a altituds d'entre 900 i 1.400 msnm. El seu hàbitat natural són els prats subalpins. És una espècie en perill crític pels efectes de la depredació, els canvis en el seu ecosistema provocats per la tala d'arbres i la destrucció del seu hàbitat com a resultat del canvi climàtic. El seu nom específic, vancouverensis, significa ‘de [l'illa de] Vancouver’ en llatí.
És fàcilment diferenciable d'altres marmotes pel seu llarg i espès pelatge de color marró fosc, esquitxat de taques blanques. En l'actualitat només existeixen al voltant d'un centenar d'individus, la qual cosa converteix a aquesta marmota en un dels mamífers més rars. La població actual és el resultat d'una política de cria en captivitat que ha aconseguit triplicar els 30 espècimens salvatges que en sobrevivien el 2003. El seu parent més proper és la marmota monax del nord-oest de Nord-amèrica.